# Ото Вьолер
Ото Вьолер (на немски: Otto Wöhler) (1894 – 1987) е високопоставен немски офицер, служил по време на Първата и Втората световна война.

## Биография

### Ранен живот и Първа световна война (1914 – 1918)
Ото Вьолер е роден на 12 юли 1894 г. в Бургведел, Германска империя. Присъединява се към армията и през 1913 г. става офицерски кадет от пехотата. Участва в Първата световна война и служи в различни пехотни подразделения. През 1914 г. е произведен в звание лейтенант.

### Междувоенен период
След войната се присъединява към Райхсвера, където достига до адютант на командващ офицер на 22-ри полк.

#### Втора световна война (1919 – 1945)
По време на Втората световна война е издигнат до началник-щаб на 11-а армия, а малко по-късно и на Група армии „Център“, ръководена от ген. Гюнтер фон Клуге. След това последователно поема командването на XVII и I. Армейски корпус, преди да заеме поста командир на 8-а армия. Между 22 март и 28 април 1945 г. командва Група армии „Юг“. Пленен е от американските войски през 1945 г., но е освободен през 1947 г. Умира на 5 февруари 1987 г. в Бургведел, ФРГ. Погребан е до единственото му дете, кадет умирял в Балтийско море през Втората световна война.

## Военна декорация
- Германски орден „Железен кръст“ (1914) – II (29 септември 1914) и I степен (17 септември 1916)
- Германска „Значка за раняване“ (1918) – сребърна (?)
- Рицарски кръст на „Орден на Хоенцолерните“ – с мечове
- Сребърни пластинки към ордена Железен кръст (1939) – II степен (?) и I степен (?)
- Орден „Германски кръст“ (1942) – златен (26 януари 1942)
- Рицарски кръст с дъбови листа
  - Носител на Рицарски кръст (14 август 1943)
  - Носител на Дъбови листа № 671 (28 ноември 1944)
- Орден „Михай Витязул“ – III и II степен (?)
- Споменат 3-пъти в ежедневния доклад на Вермахтберихт – (12 август 1943; 8 май и 30 октомври 1944)